# Metepeira roraima
Metepeira roraima is een spinnensoort in de taxonomische indeling van de wielwebspinnen (Araneidae).
Het dier behoort tot het geslacht Metepeira. De wetenschappelijke naam van de soort werd voor het eerst geldig gepubliceerd in 2001 door Piel.